# Lactuca viminea
Lactuca viminea és una planta de la família de les compostes que habita de la regió Mediterrània fins a Europa central. Prolifera en llocs secs i pedregosos com erms, marges dels camins i vinyes. És una planta biennal, de 30-60 (100) cm d'alt, una mica llenyosa a la base, ramificada, amb tija erecta, blanca grisosa i branques laterals semblants a canyes. Fulles basals de fins a 10 cm de llarg, totalment dividides en segments linears, en general de marges sencers. Fulles caulinars dividides, de marges sencers a la base, amb dues aurícules linears decurrents. Flors reunides en capítols solitaris distribuïts per les branques, més o menys de cinc flors. Involucre cilíndric, de fins a 12 mm de llarg, amb escates. Lígules grogues, que enfosqueixen posteriorment, de 17 mm de llarg. Els fruits són aquenis comprimits, amb fins a 15 costelles, amplament el·líptics i amb bec d'1,5 cm de llarg, amb vil·là.